# بوب أتكينز
بوب أتكينز (بالإنجليزية: Bob Atkins)‏ هو لاعب كرة قدم بريطاني، ولد في 16 أكتوبر 1962 في ليستر في المملكة المتحدة. لعب مع بريستون نورث إيند وشيفيلد يونايتد.